# Ромео и Юлечка
«Ромео и Юлечка» (пол. Romeo i Julcia) — польский чёрно-белый художественный фильм, комедия 1933 года.

## Сюжет
Профессор Платфус и доцент Рончка содержат брачное агентство «Ромео и Юлечка», работающее на научной основе, оно же школа хороших манер. По поручению влюблённого юноши один из научных работников должен прикинуться богатой дамой из Америки, а второй научный работник — её камердинером.

## В ролях
- Конрад Том
- Адольф Дымша
- Зула Погоржельская
- Станислав Селяньский
- Вацлав Сцибор
- Болеслав Межеевский
- Мария Нобисувна
- Антони Фертнер
- Ирена Скверчиньская
- Зыгмунт Хмелевский
- Станислава Пежановская
- Юзеф Орвид
- Феликс Хмурковский
- Текла Трапшо
- Рышард Мисевич и др.